# Luis Gil Pérez
Luis Gil Pérez är en ort i Mexiko.   Den ligger i kommunen Centro och delstaten Tabasco, i den sydöstra delen av landet, 700 km öster om huvudstaden Mexico City. Luis Gil Pérez ligger 22 meter över havet och antalet invånare är 5 489.
Terrängen runt Luis Gil Pérez är mycket platt. Runt Luis Gil Pérez är det ganska tätbefolkat, med 166 invånare per kvadratkilometer. Närmaste större samhälle är Villahermosa, 19,4 km nordost om Luis Gil Pérez. Omgivningarna runt Luis Gil Pérez är en mosaik av jordbruksmark och naturlig växtlighet.